# Karlstads rådhus
Karlstads rådhus är en byggnad vid Stora torget i Karlstad. Byggnaden som stod färdig 1868 inrymmer idag bland annat Värmlands tingsrätt.

## Historik
Det tidigare rådhuset i Karlstad förstördes i den förödande branden 1865. Byggnadsnämnden fick därför i uppdrag att ta fram  ritningsförslag till byggnaden som skulle resas i den nya staden. Den unge Stockholmsarkitekten Ernst Jacobsson hade året innan avslutat sina studier vid Kungliga Akademien för de fria konsterna och befann sig vid denna tid på studieresa ute i Europa, och rådhusritningarna kom att bli ett av hans första arbeten i en framgångsrik karriär.
Tvister om rådhustomten i kvarteret Örnen vid det planerade torgets västra sida kom att fördröja bygget som påbörjades 1868 under ledning av byggmästarebröderna Lars och Magnus Johansson. Den 30 januari 1869 kunde det nya rådhuset invigas. Jacobsson hade ritat en monumental gulputsad trevåningsbyggnad i nyrenässans. Bottenvåningen präglas av arkadmotivet med piliastrar som har joniska kapitäl. Här fanns ursprungligen sex handelslägenheter och lokaler för postverket. På denna följer en mellanvåning som förutom lokaler för telegrafverket  inreddes med en privatvåning om åtta rum och kök samt några rum för privata hyresgäster. Den tredje våningen till vänster och höger om mittrisaliten fönster med omfattningar i form av ädikulor, själva mittrisaliten har höga rundbågiga fönster, fasaden indelad med pilastrar med komposita kapitäl. I hörnen finns kopplade pilastrar. På denna våning fanns rådhusrättens lokaler och den stora samlingssal där stadsfullmäktige höll sina sammanträden. Byggnaden kröns av ett stort urverk som flankeras av de så kallade rådhusörnarna, eller "fôgglera". Örnarna skänktes till rådhuset av häradshövdingen Frans Fredrik Maechel och göts av tackjärn på Ludwigsbergs verkstad i Stockholm. Tillsammans vägde de 40 centner, vilket motsvarar 1800 kg.
Byggnaden fungerade som rådhus fram till 1952 då den efter sammanslagningen av Mellanssysslets domsagas häradsrätt och rådhusrätten kom att hysa Karlstads tingsrätt. En tillbyggnad genom två nya huskroppar för att täcka de allt större lokalbehoven genomfördes 1975-76 på baksidan mot residenset enligt Olle Dahléns ritningar. Efter sammanslagningarna 2005 av värmländska tingsrätter rymmer huset nu Värmlands tingsrätt och ett kafé i bottenvåningen.